# Устав Санкт-Петербурга
Устав Санкт-Петербурга — основной закон Санкт-Петербурга, принят Законодательным Собранием Санкт-Петербурга 14 января 1998 г.

## История
Устав Санкт-Петербурга был разработан и принят депутатами Законодательного собрания первого созыва (1994—1998 гг.). Документ был принят при повторном голосовании квалифицированным большинством при минимально необходимом числе голосов — 34 из 50 (8 голосов против и 3 воздержались). Так как Устав в этой редакции значительно ущемлял полномочия Губернатора Санкт-Петербурга и зафиксировал определённый дисбаланс в пользу законодательной ветви власти, действующий в то время губернатор В. А. Яковлев, отказался его подписывать, что привело к серьёзному политическому кризису. В результате переговоров и компромисса уже 28 января 1998 г. был принят целый пакет поправок в пользу исполнительной власти.

## Структура
Устав Санкт-Петербурга состоит из Преамбулы и 12 глав:
- Глава I. Общие положения.
- Глава II. Предметы ведения Санкт-Петербурга.
- Глава III. Основы территориального устройства Санкт-Петербурга.
- Глава IV. Основы организации государственной власти Санкт-Петербурга.
- Глава V. Законодательная власть Санкт-Петербурга.
- Глава VI. Администрация Санкт-Петербурга.
- Глава VII. Судебная власть Санкт-Петербурга.
- Глава VIII. Взаимодействие органов государственной власти Санкт-Петербурга.
- Глава IX. Основы местного самоуправления в Санкт-Петербурге.
- Глава X. Участие жителей Санкт-Петербурга в осуществлении власти.
- Глава XI. Собственность Санкт-Петербурга.
- Глава XII. Заключительные и переходные положения[3].